# Telefonseelsorge Berlin

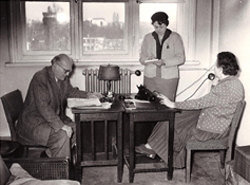
Julius und Helene Wissinger mit Schreibkraft in einem Dienstraum der Lebensmüdenbetreuung (1957) in der Berliner Jebensstraße 1

Die Telefonseelsorge Berlin ist die älteste Telefonseelsorge-Stelle Deutschlands. Die Lebensmüdenbetreuung begann am Freitag, dem 5. Oktober 1956, in West-Berlin mit der Bekanntgabe der privaten Rufnummer 32 01 55 von Helene und Julius Wissinger, die insofern als die ersten deutschen Telefonseelsorger gelten.

## Geschichte
Die Telefonseelsorge Berlin wurde 1956 von dem Ehepaar Helene und Julius Wissinger in ihrer Privatwohnung in der Carmerstraße 2 im Berliner Stadtbezirk Charlottenburg gegründet. Damit sollte das Anliegen verwirklicht werden, in dem als Hauptstadt der Selbstmörder geltenden West-Berlin einen Notdienst nach dem Vorbild der englischen Samaritans zu etablieren, der an jedem Wochentag rund um die Uhr (24/7-Service) erreichbar sein sollte. Der Notdienst begann am Freitag, dem 5. Oktober 1956, dem verbrieften Gründungstag der Lukas-Gemeinschaft (Lebensmüdenbetreuung). Helene Wissinger (1892–1976) war Gymnasiallehrerin mit den Fächern Mathematik und Physik, Julius Wissinger (1884–1965) promovierter Jurist, beide Seelsorger des St. Lukas-Ordens.

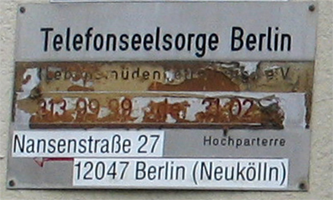
Hinweis in der Jebensstraße 1 auf das neue Domizil der Telefonseelsorge Berlin

Der in der Literatur oftmals als Spiritus Rector oder Gründungsvater der Telefonseelsorge apostrophierte Klaus Thomas (1915–1992) war in dieser Zeit der Landespfarrer des ökumenischen St. Lukas-Ordens und hat am 6. Dezember 1956 gemeinsam mit Julius Wissinger den am 24. November 1956 gegründeten Verein Lukas-Gemeinschaft (Lebensmüdenbetreuung) zur Eintragung in das Vereinsregister angemeldet. Zu den Aufgaben des Vereins zählten die Beschaffung von Diensträumen, Lösung der Personalfrage (Haupt- und Ehrenamtliche Mitarbeiter), Finanzierung sowie Entwicklung der Richtlinien für die Ausbildung der Mitarbeiter und die konzeptionelle Arbeit der Lebensmüdenbetreuung. Klaus Thomas war der erste Vorsitzende des Vereins, Julius Wissinger sein Stellvertreter. Nach dem Ende Oktober 1956 erfolgten Umzug des Ehepaars Wissinger samt der Lebensmüdenbetreuung in eine kleinere Wohnung in der Mommsenstraße 53, erfolgte unmittelbar mit der Vereinsgründung der Umzug in die ersten Diensträume der Lebensmüdenbetreueung in der Jebensstraße 1 (4 Tr.) in Berlin-Charlottenburg 2 gegenüber dem Bahnhof Berlin Zoologischer Garten. Und rund 40 Jahre später erfolgte schließlich der Umzug in das heutige Domizil der Telefonseelsorge Berlin in der Nansenstraße 27 (seit 1995) in Berlin-Neukölln.
In das Vereinsregister wird die Lebensmüdenbetreuung am 24. November 1956 zunächst als Lukas-Gemeinschaft (Lebensmüdenbetreuung) eingetragen (VR 2595 B). Am 28. September 1960 wird der Verein in Telefonseelsorge Berlin (Lebensmüdenbetreuung) umbenannt, am 8. November 1973 in Telefonseelsorge Berlin (Konfliktberatung – Selbstmordverhütung) und am 21. Juli 2006 in Telefonseelsorge Berlin (Konfliktberatung – Suizidverhütung) e. V.
Der im Vereinsregister belegte erste Namenswechsel des Gesprächsangebots beendete zugleich einen dahinter schwelenden unüberbrückbaren Richtungsstreit, der 1960 zur Spaltung der Telefonseelsorge führte. Während Klaus Thomas die rigorose Position vertrat, das Gesprächsangebot müsse in eine therapeutische, primär in eine medikamentöse Behandlung einmünden – Man kann, ja man muss (die Selbstmörder) aufhalten. – hatten für die sich konstituierende Telefonseelsorge die Anonymität und Verschwiegenheit absolute Priorität und wurden zum Credo dieser Institution, das die gesamte Telefonseelsorge in Deutschland bis in die heutige Zeit hinein geradezu charakterisiert.
Die Spaltung führte dazu, dass es in Berlin nunmehr zwei Notdienste gab: einerseits den von Thomas nach seinem Ausscheiden aus der Telefonseelsorge gegründeten und mit der Satzung vom 19. April 1961 in das Berliner Vereinsregister eingetragenen Lukas-Orden für Krankenseelsorge und Lebensmüdenbetreuung – Freundeskreis mit Sitz in Berlin (VR 3167), andererseits die bereits seit Jahren etablierte und auch über die Berliner Landesgrenzen hinaus bekannte Telefonseelsorge Berlin.
Am 1. Juli 1997 wurden die bundeseinheitlichen Rufnummern 0800-1110111 (ev.) und 0800-1110222 (kath.) für die Telefonseelsorge eingeführt, gesponsert von der Deutschen Telekom. Seitdem sind Anrufe bei der Telefonseelsorge für Hilfesuchende gebührenfrei. Zudem ist die Telefonseelsorge seit dem 6. August 2008 mit der europaweiten Rufnummer 116123 für telefonische Betreuungsdienste („Emotional Support“) ebenfalls gebührenfrei erreichbar. Mit der Umstellung auf die gebührenfreien Rufnummern wurde außerdem das Anliegen verwirklicht, dass die Anrufe bei der Telefonseelsorge in den Verbindungsnachweisen der Anrufer undokumentiert bleiben und somit auch dort die Anonymität gewahrt bleibt.
Im Jahr 2006 wurde das Jubiläum „50 Jahre Telefonseelsorge in Deutschland“ mit einem Symposium in der Berliner Urania gefeiert. Die Feiern zum 60-jährigen Geburtstag der deutschen Telefonseelsorge fanden 2016 statt.
Der Name Telefonseelsorge ist seit dem 26. März 1999 mit der Registernummer 39918058 beim Deutschen Patent- und Markenamt in der Gruppe 45 („Angebot der Gesprächsbereitschaft und Beratung bei Lebensproblemen, vornehmlich auf fernmündlichem Weg“) als Wortmarke geschützt.

## Organisation und Finanzierung
Geschäftsführer der Telefonseelsorge Berlin war von 1982 bis 2009 der bekannte Sachbuchautor Jürgen Hesse, sein Nachfolger der ehemalige Grünen-Politiker und PR-Experte Heinz-Anselm Lange. Im Jahr 2017 hat die Diplom-Psychologin und Gesundheitswissenschaftlerin Sabine Stührmann die Geschäftsführung übernommen,
am 1. Januar 2020 die Geisteswissenschaftlerin, Master of Business Administration und internationale Bildungsexpertin Kerstin Beate Großmann.

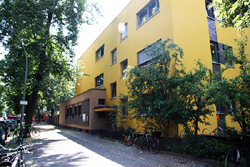
Domizil der Telefonseelsorge Berlin

Das Gesprächsangebot der Telefonseelsorge Berlin (e. V.) ist für die Hilfesuchenden kostenlos, aber nicht kostenfrei. Nach dem Jahresbericht 2015/2016 verursachte es allein in diesem Zeitraum Ausgaben in Höhe von 344.200 Euro. Finanziert werden müssen diese Ausgaben mit deutlich über 50 Prozent aus Spendengeldern, mit denen dieses für sehr viele Menschen in einer Lebenskrise unverzichtbare Gesprächsangebot steht und fällt. Mehr Informationen dazu beinhaltet unter anderem der Jahresbericht 2019/2020 des Telefonseelsorge Berlin e.V.
Anders ist es bei der überwiegenden Zahl der Telefonseelsorge-Stellen, die im Wesentlichen aus den Kirchenkassen finanziert werden. So sind die Träger der im früheren Ost-Berlin gegründeten Kirchliche TelefonSeelsorge Berlin mehrere Glaubensgemeinschaften, von denen diese Stelle auch finanziert wird.
Im Juli 2007 wurde die Stiftung Telefonseelsorge Berlin mit dem Anliegen gegründet, die Arbeit der Telefonseelsorge Berlin langfristig zu sichern, indem sie deren Bekanntheitsgrad verbessert und für dieses Gesprächsangebot neue Unterstützergruppen erschließt.
Die Telefonseelsorge Berlin ist Mitglied im Dachverband der Telefonseelsorge Deutschland und im DPWV (Der Paritätische Wohlfahrtsverband).

## Angebote für Hilfesuchende

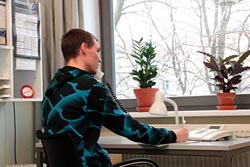
Ehrenamtlicher Telefonseelsorger

Zurzeit arbeiten weit über 100 Telefonseelsorger und Telefonseelsorgerinnen rund um die Uhr an bis zu drei Telefonen. Diese Ehrenamtlichen werden durch ein Team von drei Hauptamtlichen ausgebildet, weitergebildet und vor allem im Rahmen der für die Ehrenamtlichen obligatorischen Supervision betreut. In 50 Jahren hat die Telefonseelsorge Berlin über 950.000 Anrufe von Hilfesuchenden bekommen. Eine persönliche Beratung für Hilfesuchende, die viele Jahrzehnte von dem hauptamtlichen psychosozialen Team der Telefonseelsorge Berlin geleistet wurde, wird dort heute nicht mehr angeboten. Dafür wenden sich Hilfesuchende nunmehr an die sogenannten Offenen Türen unter dem weiten Dach der Telefonseelsorge, beispielsweise an die Lebensberatung im Berliner Dom, die unter anderem auch als ein möglicher Ersatz für die persönliche Beratung der Telefonseelsorge Berlin gilt.

## Dankeschön-Konzert
Der kulturelle Höhepunkt im Kalender der Telefonseelsorge Berlin ist das „Dankeschön-Konzert“, das bereits seit Jahr und Tag auf eine beachtliche Resonanz bei Ehrenamtlichen und Spendern stößt und regelmäßig in der Heilig-Kreuz-Kirche stattfindet. Im Jahr 2018 als 23. Dankeschön-Konzert. Dieser stets bewegende Abend klingt traditionell mit dem von den rund 500 Anwesenden gemeinsam gesungenen Gedicht Der Mond ist aufgegangen (Matthias Claudius) aus, dessen drei letzte Zeilen lauten: „Verschon uns, Gott! mit Strafen, / Und laß uns ruhig schlafen! / Und unsern kranken Nachbar auch!“

## Erinnerungskultur
- Die letzte Ruhestätte von Helene (geb. Schupp, 02.07.1892–18.01.1976) und Julius (29.09.1884–01.06.1965) Wissinger, der ersten Telefonseelsorger in Deutschland, ist der Kirchhof der Kaiser-Wilhelm-Gedächtnis-Kirchengemeinde im Berliner Stadtbezirk Charlottenburg, letzte Ruhestätte von Klaus Thomas (31.01.1915–10.07.1992), dem Spiritus Rector der deutschen Telefonseelsorge, der Berliner Friedhof Zehlendorf (Onkel-Tom-Straße 30 in 14169 Berlin). Beginnend 2012 erfolgte von der evangelischen und der katholischen Kirche, der Telefonseelsorge Berlin, aus der Mitte der SPD-Fraktion im deutschen Bundestag, von mehreren Bürgern die Anregung, diese Grabstellen als Ehrengrabstätten anzuerkennen, was vom Berliner Senat mehrfach abgelehnt wurde.[11]

- Am 16. November 2015 verstarb die Pfarrerin, Psychoanalytikerin und Telefonseelsorgerin Ella-Anita Cram (14.01.1923–16.11.2015) in Berlin. – „Bis sie 90 war, fuhr sie einmal in der Woche von Dahlem nach Neukölln und übernahm eine Schicht am Telefon“, berichtet Der Tagesspiegel in einem Nachruf.[12] – Beginnend in 2007 war Ella-Anita Cram Gründungsvorstand und zugleich die erste Stifterin der Stiftung Telefonseelsorge Berlin und hat am 7. Dezember 2015 auf dem Städt. Parkfriedhof Lichterfelde (Thuner Platz 2–4 in 12205 Berlin) ihre letzte Ruhestätte gefunden.[13]

- Am 14. Juli 2021 verstarb der Pfarrer Dr. Christoph Rhein (18.12.1927–14.07.2021) in Berlin. Christoph Rhein war von 1993 bis 2003 Vorsitzender des Telefonseelsorge Berlin e.V., von 2006 bis 2011 stellvertretender Vorsitzender dieses Vereins, in 2007 Gründungsvorstand der Stiftung Telefonseelsorge Berlin und hat am 28. Juli 2021 auf dem Berliner Friedhof Zehlendorf (Onkel-Tom-Straße 30 in 14169 Berlin) seine letzte Ruhestätte gefunden.[14]

## Auszeichnungen
- 1996: Hans-Rost-Preis für hervorragende Leistungen auf dem Gebiet praktischer Suizidprävention.